# Thomas Warton

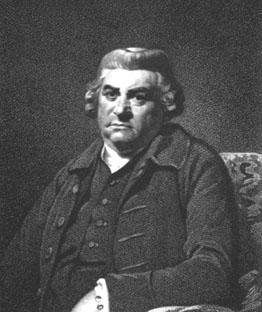
Thomas Warton

Thomas Warton (Basingstoke, Hampshire, 9 januari 1728 – 21 mei 1790) was een Engels dichter en literair criticus. Van 1785 tot 1790 was hij Poet Laureate.
Warton was een zoon van Thomas Warton, eveneens dichter en professor in de poëzie aan de Universiteit van Oxford. Hij was de jongere broer van Joseph Warton, die ook literatuurcriticus en dichter was. 
Warton bezocht Winchester College en het Trinity College van de Universiteit van Oxford. 
Hij werd in 1757 benoemd tot professor in de poëzie en zou dat tien jaar blijven. Hij publiceerde zijn eigen gedichten, maar werd vooral bekend als criticus. In 1777 verscheen zijn bundel Poems, die opmerkelijk is vanwege de herintroductie van de uit de mode geraakte sonnetvorm en daarmee een voorbode van de periode van de Romantiek in Engeland.
Als criticus schreef hij Observations on Spenser's The Faerie Queene (1754) en The History of English Poetry (1774 - 1781). Dit werk zou later door Walter Scott hevig worden bekritiseerd vanwege de vele onnauwkeurigheden, maar door latere critici wordt het niettemin beschouwd als pionierswerk. 
Warton was een bewonderaar van John Milton en gaf zijn eigen versie van diens vroege werk uit in Poems on Several Occasions (1785) en Comus (1799).

## Overzicht
- The Pleasures of Melancholy
- Observations on the Faerie Queene of Spenser (1754)
- The Oxford Sausage (1764), een bloemlezing
- Inquiry into the Authenticity of the Rowley Poems (1770)
- History of English Poetry (1774-81)